# Top Wing : Toutes ailes dehors !
Top Wing : Toutes ailes dehors ! (Top Wing) est une série télévisée d'animation canadienne en 52 épisodes de 22 minutes créée par Matthew Fernandes, diffusée entre le 6 novembre 2017 et le 2 juillet 2020 sur Nickelodeon aux États-Unis et au Canada depuis le 6 janvier 2018 sur Treehouse TV.
En France, la série est diffusée dans Tfou sur TF1 puis rediffusée sur Nickelodeon Junior, en Belgique sur Nick Jr., en Suisse sur RTS Un, et au Québec à partir du 1er avril 2019 à Télé-Québec.

## Synopsis
À Tourbionîle, une île peuplée d'oiseaux, la série suit quatre jeunes oiseaux enthousiastes : Swift, Penny, Brody et Rod, qui travaillent ensemble à l'académie Top Wing en tant que nouveaux cadets pour gagner leur vie en aidant leur communauté. Avec l'aide de leur mentor Speedy, les cadets assument différentes missions en matière de techniques de sauvetage et aident également les personnes dans leurs besoins tout en apprenant des leçons importantes,.

## Distribution

### Voix originales
Voix canadiennes :
- Swift : Jonah Wineberg (saison 1), Tristan Mercado (saison 2)
- Penny : Abigail Oliver
- Brody : Lucas Kalechstein
- Rod : Ethan Pugiotto
- Speedy : Colin Doyle
- Bea : Tara Strong
- Rhonda : Raven Dauda
- Oscar : Joseph Motiki
- Farmer la chèvre : Jonathan Potts
- Sammy le singe : Tyler Barish
- Shirley l'écureuil : Bryn McAuley (en)
- Timmy la tortue : Christian Distefano
- Honu la tortue : Linda Ballantyne (en)
- Dina : TJ McGibbson
- M. l'ours brun : Julie Sype
- Commandant Herky J. Smurkturkski III : Richard Ian Cox
- The Turkskis : Scott Law
- Tina la chèvre : Lacey-Lee Evin (en)
- Grady la chèvre : Blu Mankuma
- Ward le castor : Tal Bachman
- June le castor : Stacey DePass (pt)
- Wally le castor : Tyler Barish
- Anyu : Piper Hook
- Yuka : Jayden Greig
- M. Polar le castor : Joanathan Potts
- Salty Seawalrus : Matthew Sweet
- T : Lyon Smith
- Shelly : Julie Sype (saison 1), Alexa Torrington (Depuis la saison 2)
- Reg l'oie : Paul Braunstein
- Ryan l'oie : Christian Distefano
- Maman l'oie : Kim Deal
- Capitaine Gander : Scott Law
- Mme ours : Josie Cotton (en)
- M. ours : Mark Oliver Everett
- Bertha l'ours : Nissae Isen (en)
- Chickster, Chuckster, Chitter, Chatter, Clucky et Bob : Shirley Manson
- Snow Geese : Tabitha St. Germain
- Brenda : Zoe Hatz
- Big Bill : Vaden Todd Lewis (en)
- Mme Brody : Liz Phair
- Sandy la cigogne : Alanis Morissette
- Ma : Holly McNarland (en)
- Pa : Ben Gibbard
- Romeo : Jaiden Cannatelli
- Survivor Bear : Terry McGurrin (en)
- Inspecteur l'œil de l'aigle : Mike Ness
- Rosie : Karen Jewels
- David Hasselhawg : David Berni (en)
- Capitaine Dilly : Sam Vincent
- Matilda : Annick Obonsawin (en)
- Baddy McBat : Cory Doran (en)
- Betty McBat : Stacey DePass (pt)
- Rocco : Taylor Abrahamse (en)
- Chomps : Christian Martyn (en)
- Banana Bandits : Ryan Key, Adam Gontier et Jason Wade
- Margo le singe : Skye Sweetnam

 Voix britanniques :
- Swift : William Romain
- Penny : Mili Patel
- Brody : Leni Hamilton
- Rod : Freddie Howson
- Speedy : Brad Kavanagh
- Bea : Charlotte Reynard
- Chirp and Cheep : Shirley Manson
- Rhonda : Fiona Clarke
- Sammy le singe : Hari Patel
- Shirley le singe : Kathryn MacColl
- Timmy la tortue : Kathryn MacColl
- Dina : Kathryn MacColl
- M. l'ours brun : Fiona Clarke
- Commandant Herky J. Smurkturkski III : Rob Foster
- Tina la chèvre : Kathryn MacColl
- Wally le castor : Hari Patel
- Anyu : Kathryn MacColl
- Brenda : Kathryn MacColl
- Big Bill : Rob Foster (en)
- Mme Brody : Kathryn MacColl
- Ma : Kathryn MacColl
- Pa : Rob Foster
- Capitaine Dilly : Rob Foster
- Matilda : Kathryn MacColl
- Baddy McBat : Hari Patel
- Betty McBat : Kathryn MacColl

Note : Les personnages principaux possédant leur voix prêtés par des acteurs canadiennes sont remplacés par des voix prêtés par des acteurs britanniques.

### Voix françaises
- Sophie Baranes : Rhonda
- Jessica Barrier
- Nicolas Beaucaire
- Zoé Bettan
- Lisa Caruso
- Pascale Chemin : Chiffer, Della, Niko, Sandy, Yuka
- Julien Crampon
- François Créton
- Geneviève Doang
- Fabrice Fara
- Fanny Fourquez : Ours Brun, Mme Oursousse, Maman Oie, Rosie, Sammy, Tante Swabby
- Marie Gamory
- Cécile Gatto : Brody
- Charlotte Hervieux : Tina Treegoat
- Adrien Larmande
- Arnaud Laurent : Grady, Rocco, Swift
- Brigitte Lecordier
- Edwige Lemoine
- Frédérique Marlot : Béa
- Bruno Méyère
- Éric Missoffe : Capitaine Dilly
- Marie Nonnenmacher : Rod
- François Pacôme
- Jean-François Pagès
- Philippe Roullier

## Production

### Développement
Le 22 mai 2018, il a été annoncé que la série serait renouvelée pour une deuxième saison par Nickelodeon, dont la première diffusion avait eu lieu le 1er mars 2019.
En septembre 2019, de nouveaux épisodes ont été transférés sur la chaîne Nick Jr..

### Fiche technique
Sauf indication contraire, les informations mentionnées dans cette section peuvent être confirmées par la base de données cinématographiques IMDb,  présente dans la section « Liens externes ».
- Titre français : Top Wing : Toutes ailes dehors !
- Titre original : Top Wing
- Création : Matthew Fernandes
- Réalisation : Bill Speers
- Scénario : Scott Kraft, Scott Albert, Anita Kapila, Brian Hartigan, Aaron Barnett, Nicole Demerse, James Backshall, Jeff Sweeney, Dave Dias, Meghan Read, Evan Thaler Hickey, Mike Barker
- Musique : Steve D'Angelo, Terry Tompkins, Lorenzo Castelli, Craig McConnell, Justin Forsley
- Production :
  - Producteur(s) : Vanessa Wong
  - Producteur(s) exécutif(s) : Vince Commisso, Matthew Fernandes, Arthur Spanos, Scott Kraft
  - Supervision de la production : Tanya Green, Tia Menich, Tammy Semen
- Société(s) de production : Industrial Brothers, 9 Story Media Group, Nickelodeon Productions
- Société(s) de distribution : 9 Story Distribution
- Pays d'origine :  Canada
- Langue originale : Anglais
- Durée : 22 minutes
- Format (image) : 1080i (16:9 HDTV)
- Genre : Aventure
- Diffusion :  États-Unis,  Canada,  Royaume-Uni,  France,  Québec
- Public : Tout public

## Épisodes
| Saison | Saison | Épisodes | États-Unis      | États-Unis       | Canada          | Canada        |
| Saison | Saison | Épisodes | Début de saison | Fin de saison    | Début de saison | Fin de saison |
| ------ | ------ | -------- | --------------- | ---------------- | --------------- | ------------- |
|        | 1      | 26       | 6 novembre 2017 | 21 décembre 2018 | 5 janvier 2018  | -             |
|        | 2      | 26       | 1er mars 2019   | 2 juillet 2020   | -               | -             |

### Première saison (2017-2018)
1. Gagnons nos ailes (Time to Earn Our Wings)
2. Sauvetage dans le brouillard / Cocorico, trop tôt ! (Rod Cock-a-doodle Didn't / Goose on the Loose)
3. Les voleurs de citrons / Mission carte au trésor (Lemon Pirates / Treasure Map Mission)
4. Les gorges du péril / La grotte aux ours (Rod's Beary Brave Save / Race Through Danger Canyon)
5. Une rentrée de rêve ! / Le super relai (Lunch Box Rescue / Winging It)
6. Penny sauve les ours polaires / L'écureuil volant (Penny's Polar Bear Rescue / Shirley Squirrely Flies Away)
7. Mission Flash Bolide / Sauvetage sous les eaux (The Great Flash Wing Rescue / Turtle Train Rescue)
8. Des poussins en liberté / Rod rêve de voler (Chicks on the Loose / Rod's Dream of Flying)
9. Le grand plongeon de Penny / Prêt pour le grand saut (Penny's Deep Sea Dive / Rod's Big Jump)
10. Sauvetage du barrage / La grande course de kart (Beaver Dam Rescue / The Great Goat-Cart Race)
11. Les voleurs de bananes / Shirley apprend à voler (The Banana Bandits / Shirley's Rocket Adventure)
12. Une aventure tortueusement géniale / Brody rentre à la maison (A Turtlely Awesome Adventure / Brody Goes Home)
13. Un famoeuf sauvetage / Festival et vol de perles (Top Wing's Eggcellent Rescue / The Great Pearl-A-Palooza Caper)
14. L'anniversaire-surprise / Le mystère de la grotte hantée (Birthday Bandits! / The Mystery of the Haunted Cave)
15. L'anniversaire du Cap'taine Dilly / Les coéquipiers (Cap'n Dilly's Dance Party / Top Wing Dream Team)
16. Aventure dans la jungle avec Rod et Brody / Un stage avec la team Top Wing (Rod and Brody's Jungle Adventure / Cadet for a Day)
17. Le trésor de Barbeverte / Penny prend le volant (Penny Rescues the Treasure / Penny Rocks the Road Wing)
18. Shirley chef d'équipe / Sortie de piste (Shirley's Sleepover Adventure / A Little Off Track)
19. La grotte marine / Top Wing assiste le Limonad'Snack (Surfin' the Cave / Top Wing Rescues the Lemon Shack)
20. Le trophée des mauvaises actions / Pioupiou le coq (Baddy Up to No Good / Rooster Brewster)
21. Le jour de repos de Bea / La compétition de skate (Bea's Day Off / Top Wing Big Swirl Games)
22. Les goleurs de Bananes / Le goûter sur la banquise (Flying Banana Bandits! / Penny's Chillin' Playdate)
23. Les officiers Débutants / La course au trésor (Junior Cadets Rescue / Sunken Treasure Race)
24. Le grand nettoyage / Les invitations (Turtle Train Clean Up / Anyu's Friendship Party)
25. Penny sauve l'aqua-wing / Bananes en balade (Penny Rescues the Aqua Wing / Bananas Away)
26. Le sauvetage de l'ours aventurier / Timmy gagne ses ailes (Top Wing Rescues Survivor Bear / Timmy Wings It)

### Deuxième saison (2019-2020)
1. Le trésor pirate / La famille de Rod (Cheep, Chirp, and the Pirate's Treasure / Rod's Family Popcorn Party)
2. Le grand examen (Top Wing Rescues the Academy)
3. Piano en péril / Margo aux commandes (Top Wing Sting / Big Banana Break-In)
4. L’œuf de printemps / La danse des jonquilles (Top Wing Spring Fling / Dancing Daffodil Rescue)
5. L'ours aventurier et le monstre des mers / L'épreuve de la jungle (Penny Rescues Survivor Bear / Penny's Jungle Adventure)
6. Les Arboribouc s'en mêlent / La fête de famille de Rhonda (Trouble With Treegoats / Rhonda's Rockin' Family Reunion)
7. La récolte de Shirley / La photo de l'extrême (Shirley's Nutty Vacation / Amazing Action Rescue)
8. L'as du pilotage / Timmy chez les pirates (Swift's Family Flying Ace / Timmy's Pirate Adventure)
9. Le nouveau sauveteur en mer / L'île aux Icebergs (Big Swirl Beach Watch / Survivor Bear's Adventure Tour)
10. Le trésor hanté / Sauvetage sous-marin (The Haunting of Pirate Cove / Penny and Bea Rescue Team)
11. Top Wing Niveau 2 (Top Wing Levels Up)
12. Le Noël de la Team Top Wing (A Top Wing Christmas)
13. La journée snowboard / La leçon de natation (Gone Gondola Gone / Hasselhawg Swim Lesson)
14. La cité des pirates / Earl et ses gadgets (Arrrgh Me Stuffies / Earl the Gadget Squirre)
15. Le retour de l'inspecteur Coup d'œil / Le vol du Limonad’snack (Inspector Eagle Eye Returns / Lemon Shack Hi Jack)
16. Le Colossal Splash / Le grand rallye de Tourbillonîle (Ker-Splash Canyon Tour / Big Swirl 500)
17. La panne géante / Sauvetage au cœur de la jungle (Big Swirl Blackout / Brenda's Gift)
18. La course de montgolfière / L'as des algues (The Big Swirl Balloon Race / Kelp is on the Way)
19. Les aventuriers du Colossal Splash (Top Wing Rescues Ker-Splash Canyon)
20. Brody aux commandes / Les perles de la lune mauve (Brody's Flying Lesson /  Brody's Purple Pearl Rescue)
21. La chasse aux faux coffres / Le roi des dodos (Pirate Playzone / King of the Dodos)
22. Le grand saut / La visite guidée (Waterfall Jump / Top Wing Tour Guides)
23. Le trésor caché du Colossal Splash / La grande course du Colossal Splash (Survivor Bear and the Secret of Ker-Splash Canyon / Great Ker-Splash Race)
24. La folle invention d'Earl / Au revoir Tourbillonîle (Earl's Nutty Invention / Big Swirl Break-Up)
25. Œufs de Dodo en fuite / Une visite Trini-tastique (Dodo Egg Scramble / Trini's Trintastic Big Swirl Tour)
26. Bandit et la Team Mal'Wing / Le spectacle des poussins (Baddy and the Bad Wings / Cheep and Chirp Splashy Surf Show)
27. la coupe des toutous 🧸 2025

## Univers de la série

### Les personnages

#### Personnages principaux
- Swift est un geai bleu qui est le chef de la Team Top Wing dont il est vraiment doué pour voler haut dans le ciel. Sa couleur de signature est orange et son véhicule est un jet, le Flash Bolide.Dans la saison 2,son nouveau vehicule est un jet un peu plus petit,le Zip Flash.
- Penny est un gorfou sauteur qui est une experte de la vie sous-marine dans son sous-marin et la seule cadette. Sa couleur de signature est le rose et son véhicule est un sous-marin, l'Aqua Bolide.Dans la saison 2,son vehicule est un sous-marin petit qui est equipe de chenilles,l'Aqua Robot.
- Brody est un macareux qui aime voler avec les vagues, encore et encore. Sa couleur de signature est le vert et son véhicule est un bateau, le Splash Bolide.Dans la saison 2,son vehicule est un aeroglisseur qui peut passer en mode submersible,le Splash Plongeur.
- Rod est un coq qui est prêt à faire le tour de l'île avec son véhicule tout terrain. Il est également le cadet de secours comique. Sa couleur de signature est le rouge et son véhicule est une voiture, le Bolide Tout Terrain.Dans la saison 2,son vehicule est une moto qui peut planer,le Bolide Booster.
- Speedy est un instructeur qui aide les cadets de l'aile supérieure. Il pilote le dépliant de commandement du QG.
- Bea est la mécanicienne en chef qui aide Speedy au QG.
- Chirp et Cheep sont deux poussins.

#### Personnages récurrents
- Rhonda est le propriétaire de The Lemon Shack.
- Timmy est une jeune tortue qui est le fils de Honu et le chef des cadets juniors.
- Honu est la mère de Timmy et travaille comme chef d'orchestre pour le train des tortues
- M. l'ours blun est le professeur de l'élève.
- Le commandant Herky J. Smurkturkski III est le dinde annonceur.
- Les Turkskis sont trois petits poussins du commandant Smurkturkski.
- Tina est une jeune chèvre qui est la fille de Grady et elle est l'un des cadets juniors.
- Wally est un jeune castor qui est le fils de June et Ward et il est l'un des cadets juniors.
- Anyu est un jeune castor qui est le fils de June et il est l'un des cadets juniors.
- Yuka est le frère de Anyu.
- Salty est l'ami de Penny.
- T est l'un des amis de Brody.
- Shelly est l'un des amis de Brody.

## Accueil

### Audiences
| Saison | Début de saison   | Début de saison | Début de saison | Fin de saison     | Fin de saison   | Fin de saison |
| Saison | Date de diffusion | Téléspectateurs | Ref.            | Date de diffusion | Téléspectateurs | Ref.          |
| ------ | ----------------- | --------------- | --------------- | ----------------- | --------------- | ------------- |
| 1      | 6 novembre 2017   | 900 000         | [ 6 ]           | 21 décembre 2018  | 750 000         | [ 7 ]         |
| 2      | 1er mars 2019     | 580 000         | [ 8 ]           | -                 | -               | -             |

### Récompenses et nominations
| Année | Récompense          | Catégorie                                                      | Nomination                                                        | Résultat   | Ref. |
| ----- | ------------------- | -------------------------------------------------------------- | ----------------------------------------------------------------- | ---------- | ---- |
| 2018  | Young Artist Awards | Meilleure performance dans un rôle de doublage - Jeune artiste | Lucas Kalechstein                                                 | Nomination | -    |
| 2018  | YoungStar Awards    | Meilleure distribution d'ensemble - Rôle dans la narration     | Lucas Kalechstein, Ethan Pugiotto, Abigail Oliver, Jonah Wineburg | Lauréat    | -    |

## Produits dérivés

### Sorties en DVD et disque Blu-ray
Nickelodeon et Paramount Home Entertainment annonce la sortie en DVD de la série le 5 mars 2020. En France, TF1 Vidéo publiera bientôt la série en DVD.

### Jouets
La série a également conduit à des jouets en peluche, à des ensembles de jouets pour véhicules en plastique et à d'autres marchandises.